# Julius Upmann

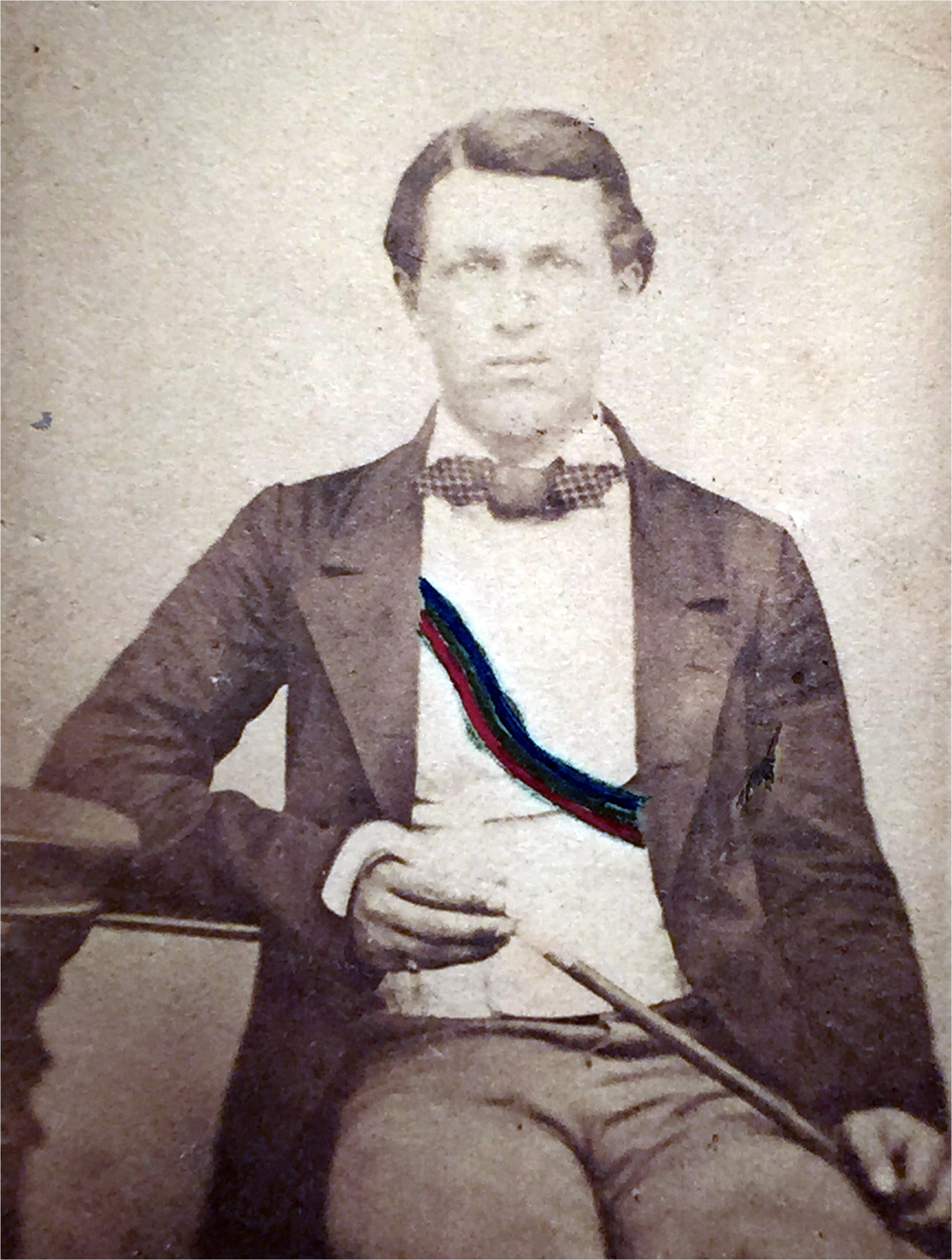
Julius Upmann

Julius Upmann (* 16. August 1838 in Birkenfeld; † 9. Januar 1900 in Wiesbaden) war ein deutscher Chemiker und Sprengstoffexperte.

## Leben
Als Sohn eines Arztes besuchte Upmann in Kreuznach das Gymnasium an der Stadtmauer. Auf väterlichen Wunsch studierte er zunächst 1858/59 Rechtswissenschaft an der Universität Leipzig. Mit Ludwig Gundlach war er im Corps Lusatia Leipzig aktiv. Er setzte das Studium an der Ruprecht-Karls-Universität Heidelberg fort und beendete es im Wintersemester 1864/65 an der Friedrich-Wilhelms-Universität zu Berlin mit dem Fakultätsexamen. Er war kurze Zeit Auskultator im Großherzogtum Oldenburg, gab aber die Juristenlaufbahn auf und studierte, seiner eigentlichen Neigung folgend, von 1867 bis 1871 an der Georg-August-Universität Göttingen Chemie. Mit einer Doktorarbeit bei Hans Hübner wurde er 1870 dort promoviert.
Als Assistent am Chemischen Laboratorium Leipzig befasste er sich besonders mit Sprengstoffen. Er veröffentlichte 1874 eine grundlegende Arbeit über Geschichte, Materialien und Herstellungsweise des Schießpulvers, seine chemischen und physikalischen Eigenschaften und die verschiedenen Prüfungsverfahren. Er wurde Direktor einer chemischen Fabrik in Wiesbaden und gründete 1880 eine eigene chemische Fabrik in Düsseldorf. Wegen einer schweren Erkrankung musste er die Fabrik 1892 aufgeben. Den Lebensabend verbrachte er in Wiesbaden. Er starb mit 61 Jahren.

## Werke
- Über Thihydrobenzoësäure und Dithiobenzoësäure. Hochschulschrift, Göttingen 1870.
- Das Schießpulver. Geschichte, Fabrikation, Eigenschaften und Proben, Vieweg Verlag, Braunschweig 1874, Nachdrucke 2013 und 2015.
- mit Ernst von Meyer: Traité sur la poudre, les corps explosifs et la pyrotechnic. 1878.